# Regierung Maragall
Die Regierung Maragall war die Regionalregierung Kataloniens unter Pasqual Maragall (PSC) zwischen 2003 und 2006.

## Geschichte
Pasqual Maragall gelang es nach dem Ausscheidens Jordi Pujols aus der Politik 2003, eine Drei-Parteien-Koalition aus der PSC, der Iniciativa per Catalunya Verds (IC-V) sowie der Esquerra Republicana de Catalunya (ERC) zu bilden und so nach vier Jahren Opposition das Amt des Präsidenten der katalanischen Regierung zu übernehmen. Die Koalition zerbrach im Mai 2006 an der Auseinandersetzung um das neue Autonomiestatut, das der ERC nicht weit genug ging. Maragall kündigte daraufhin für Oktober eine vorgezogene Neuwahl an und erklärte im Juni – möglicherweise auf Druck seiner eigenen Partei – seinen Verzicht auf eine erneute Kandidatur.
Nachfolger im Amt des Regierungschefs wurde am 28. November 2006 sein Parteifreund José Montilla.

## Minister
| Name                     | Amt                                                                         | Partei | Partei       | Amtsbeginn        | Amtsende          | Anmerkungen     |
| ------------------------ | --------------------------------------------------------------------------- | ------ | ------------ | ----------------- | ----------------- | --------------- |
| Pasqual Maragall         | Präsident der Generalitat                                                   |        | PSC          | 18. Dezember 2003 | 28. November 2006 | [ 1 ]           |
|                          |                                                                             |        |              |                   |                   |                 |
| Josep-Lluís Carod-Rovira | Conseller Primer                                                            |        | ERC          | 22. Dezember 2003 | 27. Januar 2004   | Amt abgeschafft |
| Joan Saura               | Minister für institutionelle Beziehungen und Partizipation                  |        | ICV          | 22. Dezember 2003 | 29. November 2006 | [ 3 ]           |
| Joaquim Nadal            | Minister für Territorialpolitik und öffentliche Arbeiten Regierungssprecher |        | PSC          | 22. Dezember 2003 | 15. Mai 2006      |                 |
| Josep Maria Vallès       | Justizminister                                                              |        | PSC (CpC)    | 22. Dezember 2003 | 29. November 2006 |                 |
| Montserrat Tura          | Innenminister                                                               |        | PSC          | 22. Dezember 2003 | 29. November 2006 |                 |
| Antoni Castells          | Wirtschafts- und Finanzminister                                             |        | PSC          | 22. Dezember 2003 | 29. November 2006 |                 |
| Joan Carretero           | Minister für Verwaltung                                                     |        | ERC          | 22. Dezember 2003 | 31. Dezember 2003 |                 |
| Josep Bargalló           | Kultusminister                                                              |        | ERC          | 22. Dezember 2003 | 23. Februar 2004  |                 |
| Caterina Mieras          | Minister für Kultur                                                         |        | PSC          | 22. Dezember 2003 | 21. April 2006    |                 |
| Marina Geli              | Minister für Gesundheit und Soziale Sicherheit                              |        | PSC          | 22. Dezember 2003 | 28. Mai 2004      |                 |
| Antoni Siurana           | Minister of Landwirtschaft und Fischerei                                    |        | PSC          | 22. Dezember 2003 | 21. April 2006    |                 |
| Josep Maria Rañé         | Minister für Arbeit und Industrie                                           |        | PSC          | 22. Dezember 2003 | 21. April 2006    |                 |
| Pere Esteve              | Minister für Handel, Tourismus und Verbraucher                              |        | ERC          | 22. Dezember 2003 | 16. Oktober 2004  |                 |
| Anna Simó                | Minister für Wohlfahrt und Familien                                         |        | ERC          | 22. Dezember 2003 | 12. Mai 2006      |                 |
| Salvador Milà            | Minister für Umwelt und Wohnen                                              |        | ICV          | 22. Dezember 2003 | 21. April 2006    |                 |
| Carles Solà              | Minister für Hochschulen und Forschung                                      |        | ERC (Unabh.) | 22. Dezember 2003 | 21. April 2006    |                 |